# Марианна (фильм)
«Марианна» — советский фильм 1967 года о работе советской разведчицы в немецком тылу. Дебютный фильм режиссёра Василия Паскару. В 1970 году им же было снято продолжение фильма — «Риск». Фильм снят по автобиографической повести советской разведчицы Прасковьи Дидык «В тылу врага».
Один из лидеров советского кинопроката 1967 года, фильм занял 12 строчку, его посмотрели 29 100 000 зрителей.

## Сюжет
Фронтовой разведке Красной армии поставлена задача по обнаружению немецкого аэродрома. Авиаразведка результатов не дала. Для проведения наземной разведки в тыл к немцам забрасываются разведчик капитан Бойков и радистка Марианна. Но при неудачном приземлении с парашютом Бойков погибает, и девушка становится единственным человеком, который может добыть секретные сведения.
Пробравшись в оккупированный город, Марианна устраивается служанкой в доме немецкого офицера. Выйдя на связного под псевдонимом «Тополь» — советского разведчика, скрывающегося под видом полицая, она получает от него данные о месторасположении аэродрома. Но при передаче сведений в Центр её радиопередатчик пеленгуют фашисты. При аресте гестаповцы устраивают Марианне проверку, и с провокационной целью обучают её работать на передатчике. Улучив момент, Марианна открытым текстом передаёт в эфир радиограмму с координатами вражеского аэродрома…

## В ролях
- Ирина Терещенко — Марианна Петренко, радистка, агент «0555» — прототип: старшина Прасковья Дидык
- Григоре Григориу — Николай Гриценко, «Тополь», полицай
- Тыну Аав — Людвиг, немецкий офицер
- Сергей Лункевич[К 1] — Эрнст, майор, немецкий офицер
- Виктор Чутак — дядя Петя, связник
- Михаил Бадикяну — Михай
- Валерий Малышев — обходчик путей
- Юрий Дедович — капитан Бойков
- Валентина Зимняя — Дуня, хозяйка, у которой поселилась Марианна
- Вадим Вильский — немецкий офицер
- Лаврентий Масоха — советский генерал
- Игорь Безяев — полковник госбезопасности
- Владимир Богату — лётчик
- Игорь Кулешов — офицер штаба
- Николай Заплитный — немецкий офицер
- Думитру Маржине — полицай

## Критика
Как отметил киновед Фёдор Реззаков, прокат 1967—1968 года стал «урожайным на кино про разведчиков» — фильмы снимались к 50-летию Революции и Госбезопасности. Однако, фильм не затерялся среди других лент, став одним из лидеров советского кинопроката 1968 года — занял 12 строчку, его посмотрели 29 100 000 зрителей. Учитывая успех фильма было принято решение снять продолжение — в 1970 году вышел фильм «Риск».
В 1968 году молдавский киновед В. Д. Андон дал такую оценку фильму:

Безусловно, в «Марианне» есть свои удачи и находки, интересные места и образы. Правдиво показан исторический фон повествования. Мастерски поставлены и сняты оператором Л. Проскуровым сцены падения парашюта на немецкий эшелон, объяснение Марианны с дядей Петей в камышах. Актриса Ирина Терещенко, играющая Марианну, делает все, чтобы образ её героини стал обаятельным, чтобы завоевать доверие зрителя. Но некоторая угловатость режиссёрской трактовки образа порой сводит старания актрисы к довольно среднему уровню интерпретации роли. Значительно убедительней предстает перед нами эсэсовец Людвиг, поскольку актёр Тыну Аав играет предельно достоверно и убедительно.
Но в то же время В. Д. Андон отметил и недоработки создателей фильма, особенно подчеркнув недостаток реалистичности, особенно несоответствие жанру фильма его символического финала:

Коль скоро в основу положена документально-биографическая повесть, это в какой-то степени накладывало обязанность на авторский коллектив особенно бережно обращаться с фактами, не допуская сомнения в их правдоподобии. Между тем отдельные сцены в фильме — взаимоотношение Марианны с немецким офицером, погоня немецких мотоциклистов за машиной-радиостанцией и др. — разыграны в ситуациях неубедительных, и это во многом вредит целостному восприятию ленты, мешает актёрам создавать полноценные образы. Непонятной по режиссёрскому замыслу остается трактовка финала фильма, где Марианна, как бы символизируя бессмертие нашего дела, стоя, почти в упор расстреливает из автомата чуть ли не роту немецких мотоциклистов… в «Марианне» символический конец буквально приклеен к реалистическому полотну, это выглядит по меньшей мере наивно.

## Комментарии
1. ↑  Это одна из всего двух киноролей Сергея Лункевича - он был на актёр, а известный скрипач и композитор, в год съемок фильма удостоенный Государственной премии Молдавской ССР (1967) за высокое исполнение на скрипке.